# 佩勒
佩勒（法語：Perreux，法語發音：[pɛʁø]）是法国卢瓦尔省的一个市镇，位于该省北部，属于罗阿讷区。

## 地理
佩勒（46°2'17"N, 4°7'20"E）面积41.35 平方千米，位于法国奥弗涅-罗讷-阿尔卑斯大区卢瓦尔省，该省份为法国中南部省份，北起顺时针与索恩-卢瓦尔省、罗讷省、伊泽尔省、阿尔代什省、上盧瓦爾省、多姆山省和阿列省接壤。
与佩勒接壤的市镇（或旧市镇、城区）包括：库图夫尔、武日、勒科托、蒙塔尼、布瓦塞圣母村、普拉迪讷、罗阿讷、圣樊尚德布瓦塞。
佩勒的时区为UTC+01:00、UTC+02:00（夏令时）。

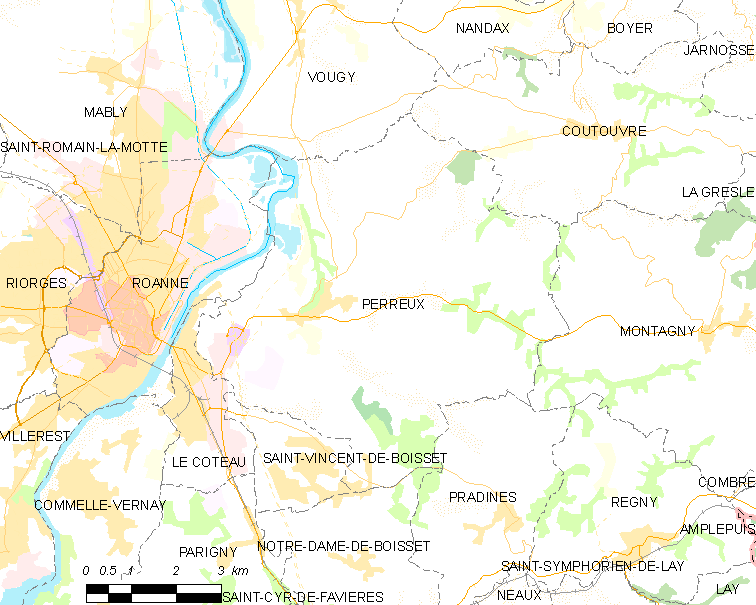
佩勒的OSM定位图

## 行政
佩勒的邮政编码为42120，INSEE市镇编码为42170。

## 政治
佩勒所属的省级选区为勒科托县。

## 交通
法国国道N7线经过境内并设有出入口，卢瓦尔省省道D17线、D31线和D504线经过境内。

## 人口

1962-2008年间佩勒人口变化图示

佩勒于2022年1月1日时的人口数量为2105人。